# Calcochloris
Calcochloris es un género de mamíferos afroterios del orden Afrosoricida. Se conocen como topos dorados y son propios del África subsahariana.

## Especies
Se reconocen las siguientes:
- Calcochloris leucorhinus (Huet, 1885)
- Calcochloris obtusirostris (Peters, 1851)
- Calcochloris tytonis (Simonetta, 1968)